# 阿馬努環礁
阿馬努環礁（Amanu），又称蒂马努环礁（Timanu）、卡雷雷环礁（Karere），是南太平洋法屬波利尼西亞的環礁，屬於土阿莫土群島的一部分，由豪镇管辖，位於大溪地島以東900公里，長29公里、寬10公里，土地面積9.6平方公里，潟湖面積240平方公里，2012年人口192。

## 外部連結
- （页面存档备份，存于）
- Atoll names
- Atoll list (in French) （页面存档备份，存于）
- Classification of the French Polynesian atolls by Salvat (1985)